# Мельничный (Тамбовская область)
Мельничный — посёлок в Кирсановском районе Тамбовской области России. Входит в состав Ленинского сельсовета.

## География
Посёлок находится в восточной части Тамбовской области, в лесостепной зоне, в пределах Окско-Донской равнины, на правом берегу реки Иры, на расстоянии примерно 17 километров (по прямой) к северу от города Кирсанова, административного центра района.
Часовой пояс
Посёлок Мельничный, как и вся Тамбовская область, находится в часовой зоне МСК (московское время). Смещение применяемого времени относительно UTC составляет +3:00.

## Население
| 2010 |
| ---- |
| 8    |

Половой состав
По данным Всероссийской переписи населения 2010 года в гендерной структуре населения мужчины составляли 62,5 %, женщины — соответственно 37,5 %.
Национальный состав
Согласно результатам переписи 2002 года, в национальной структуре населения русские составляли 94 % из 17 чел.